# Jerzy Merkiel
Jerzy Merkiel (także: Jurge Merkel, Merkil, Merckil, Markel, zm. po 1473) – burmistrz (sześciokrotny: 1396, 1401, 1403, 1404, 1422, 1437), rajca (1390, 1394, 1398, 1408, 1411, 1417, 1431), wójt sądowy (1419, 1434) i ławnik (1409, 1412, 1418, 1429, 1436) w Poznaniu (funkcje te pełnił naprzemiennie przez 47 lat, od 1390 do 1437).

## Życiorys
Był synem właściciela jatki mięsnej w Poznaniu, który mógł pozostawać w bliskich kontaktach z królem Kazimierzem Wielkim (być może też Władysławem Łokietkiem). Czytał liczne kroniki, znał dobrze historię Polski i podkreślał swoją narodowość polską. Współpracował z Sędziwojem Pałuką i odegrał ograniczoną rolę w akcie wykupu Ziemi Dobrzyńskiej od Krzyżaków (po 1404). W 1410 brał udział w wyprawie przeciw temu zakonowi, gdzie zarządzał przeprawą przez Wisłę w Toruniu. 
W Poznaniu był jednym z najbardziej wpływowych mieszczan, posiadał kamienicę w Rynku (strona południowa), mielcuch w murach, ogród na Piaskach i folwark na Świętym Marcinie. Interesy łączyły go z miejscowymi Żydami, a także kupcami z Legnicy i Gdańska. Oprócz kupiectwa trudnił się lichwą. W 1438 aresztowany został w Krakowie pod zarzutem fałszowania monety, ale zwolniono go za poręczeniem krakowskich mieszczan. Proces kontynuowano w tym samym roku w Poznaniu. Zasądzono relegowanie go z miasta i całego Poznańskiego. Nie żył na pewno w 1455.

## Rodzina
W 1409 ożenił się z Katarzyną, która zmarła po 1456. Miał potomstwo, m.in. syna Mikołaja, który w 1450 rozpoczął studia na Uniwersytecie Krakowskim.